# Orliac-de-Bar
Orliac-de-Bar is een gemeente in het Franse departement Corrèze (regio Nouvelle-Aquitaine) en telt 242 inwoners (2004). De plaats maakt deel uit van het arrondissement Tulle.

## Geografie
De oppervlakte van Orliac-de-Bar bedraagt 14,6 km², de bevolkingsdichtheid is 16,6 inwoners per km².
De onderstaande kaart toont de ligging van Orliac-de-Bar met de belangrijkste infrastructuur en aangrenzende gemeenten.

## Demografie
Onderstaande figuur toont het verloop van het inwonertal (bron: INSEE-tellingen).